# João Paulo dos Santos
João Paulo dos Santos es un jinete brasileño que compite en la modalidad de doma. Ganó dos medallas de bronce en los Juegos Panamericanos, en los años 2015 y 2019.

## Palmarés internacional
| Juegos Panamericanos | Juegos Panamericanos | Juegos Panamericanos | Juegos Panamericanos |
| Año                  | Lugar                | Medalla              | Categoría            |
| -------------------- | -------------------- | -------------------- | -------------------- |
| 2015                 | Toronto (Canadá)     | Medalla de bronce    | Por equipos          |
| 2019                 | Lima (Perú)          | Medalla de bronce    | Por equipos          |